# Rio Imo
O rio Imo (Ibo: Mmiri Imo) está no sudeste Nigéria e flui 240 quilômetros para o Oceano Atlântico. Seu estuário está por perto de 40 quilômetros (25 mi) de largura, e o rio tem uma descarga anual de 4 quilômetros cúbicos (1.0 cu mi) com 26.000 hectares de Zona húmida. Os rios tributários do Imo são o Otamiri e Oramirukwa. O Imo foi liberado sob a Administração colonial britânica da Nigéria em 1907–1908 e 1911; Primeiro a Aba e então, para Udo perto Umuahia.
A deidade, ou Alusi do rio é a fêmea Imo Mmiri que as comunidades que cercam o rio acreditam ser dona do rio. Mmiri na língua ibo significa água ou chuva. Um festival para a Alusi é realizado anualmente entre maio e julho. O Rio Imo possui uma ponte 830
-metro (2 700 pé) no cruzamento entre Rivers (estado) e Akwa Ibom.